# دولت نگهبان شب

نگهبان شب

یک دولت نگهبان شب یا دولت حداقلی یا دولت کمینه یا حکومت کم‌پهنه در انگلیسی(minarchism یا minarchy)(به فارسی:کم‌پهنه سالاری) در منابع به اشکال متفاوتی تعریف شده‌است. در شدیدترین حالت، شکلی از دولت در فلسفه سیاسی است که در آن تنها کارکرد مشروع حکومت حفاظت از افراد در برابر تهاجم، دزدی، پیمان‌شکنی، و تقلب بوده و تنها نهادهای مشروع در آن نظامیان، پلیس و دادگاه‌هایند. این مفهوم در گسترده‌ترین حالت، آتش نشانی‌ها، زندان‌ها، و عملکردهای اجرایی و قانونگذاری را هم در بین کارکردهای مشروع دولت در بر می‌گیرد.
دفاع از دولت نگهبان شب، کمینه‌دولت‌خواهی (مینارشیسم) خوانده می‌شود. کمینه‌دولت‌خواهان استدلال می‌کنند که حکومت هیچ حقی برای استفاده از انحصار خود بر استفاده از زور به منظور دخالت در مناسبات آزاد بین مردم ندارد و تنها وظیفه دولت را تضمین‌کننده آزادبودن مناسبات بین افراد می‌بینند. کمینه‌دولت‌خواهان عموماً قائل به روشی لسه فر گونه به اقتصادند که رفاه اقتصادی را بیش از همه به بار آورد.

## وجه تفاوت باآنارشیسم
مینارشیست ها همچنین معتقداند با توجه به اینکه نظم سیاسی و اقتصادی جهان امروز مبتنی یا متاثر از نظام دولت-ملت است و کشور ها و حکومت های ملی هستند که منافع مردمانشان را تعریف و تضمین می‌کنند و با یکدیگر ارتباط میگیرند پس نبود دولت و حکومت ملی در وهله اول نشدنی به نظر می‌رسد و در صورت شدنی بودن، پایداری یک نظم غیر دولتی بسیار شکننده بوده و در برابر یکپارچگی دیگر دولت ها و اقدامات جاه‌طلبانه و بعضاً کارشکنانه آنها محکوم به ضعف و تزلزل است.
در ثانی نبود دولت متمرکز یا آنارشیسم، الزاما به معنای رهایی فرد از سلطه ی جمع نیست بلکه می‌تواند نوعی سلطه ی مافیایی و لابیستی شرکت ها و گروه های ذی‌نفع بازاری را بر سر مردمان یک خطه به همراه داشته باشد.
نکته حائز اهمیت دیگر اینکه آنارشیسم برای تشکیل کانتون ها و فدراسیون های نامتمرکز مد نظر خویش سعی میکند تا با تضعیف و یا حتی تخریب ساختاری یک دولت متمرکز برای تحقق خود زمینه‌چینی کند، حال آنکه به حکم منطق، تشکیل چنین ساز و کاری باید مبتنی بر توافق مردمانی آزاد در یک محدوده جغرافیایی بی‌طرف و بی‌دولت باشد تا منافع مردمان یک دولت-ملت یا کشور-ملت ، تضعیف یا تخریب نشود. 
مینارشیست‌ها استدلال می‌کنند که حکومت اقتداری برای استفاده از انحصار زور خود برای دخالت در فعالیت‌های آزادانه مردم نمی‌دارد و تنها وظیفه حکومت را تضمین حفاظت از قراردادهای بین افراد خصوصی و مالکیت از طریق سیستمی از دادگاه‌های حقوقی و اجرای قانون می‌دانند. مینارشیست‌ها عموماً شیوه لسه فر در خصوص اقتصاد را اصلی‌ترین راه برای رونق اقتصادی می‌دانند.

## انتقادها
آنارشیست های بازارگرا (آنارکو-کاپیتالیست‌ها) عموماً انتقاد می‌کنند که دولت اصل عدم تجاوز را ذاتاً نقض می‌کند زیرا علیه کسانی که مالکیت خصوصی را ندزدیده‌اند، آن را تخریب نکرده‌اند، به کسی حمله نکرده‌اند، یا تقلب نکرده‌اند از زور استفاده می‌کند. عده‌ای نیز معتقداند انحصارها منجر به فساد شده ناکارآمدند.
موری راتبارد استدلال می‌کند که همه خدمات دولتی، از جمله دفاع ناکارآمدند زیرا فاقد سازوکار قیمت‌گذاری هستند که تصمیمات داوطلبانه مصرف‌کننده که بیشترین میزان از نیازهای واجب‌شان را توسط سرمایه‌گذارانی که خواهان سودآورترین بنگاه‌ها برای سرمایه‌گذاری باشند ارضا کند، آن را تنظیم کند. نتیجتاً انحصار دولت در استفاده از زور ناقض حقوق طبیعی است.